# 14555 Shinohara
14555 Shinohara eller 1997 VQ är en asteroid i huvudbältet som upptäcktes den 1 november 1997 av de båda japanska astronomerna Kazuro Watanabe och Kin Endate vid Kitami-observatoriet. Den är uppkallad efter den japanske amatörastronomen Tomoe Shinohara.
Asteroiden har en diameter på ungefär 9 kilometer och den tillhör asteroidgruppen Eos.